# Port d'El Hamdania
Le Port d'El Hamdania était un projet de port en eau profonde en Algérie qui devait être  construit à Cherchell dans la wilaya de Tipaza.  
Lancé en 2015, le projet a été reporté après que les études de réalisation soient jugées insuffisantes et que des suspicions de corruption aient été ébruitées. 
En juin 2025, le projet a été délocalisé entre Cherchell et Boumerdès.

## Situation
Le port devait être  relié au réseau routier algérien, notamment l'autoroute Est-Ouest ainsi qu'au réseau ferroviaire. Dans ce cadre, une pénétrante de 37 kilomètres reliant le port à l’autoroute Est-Ouest au niveau d'El Affroun, ainsi qu’une double voie ferrée électrifiée de 48 km entre le port et la gare d’El-Affroun seront engagés. Le port, avec 20 mètres de tirant d'eau, qui deviendra le plus grand d'Algérie, disposera de 23 quais d'une capacité de traitement de 6,5 millions de conteneurs et 25,7 millions de tonnes de marchandises par an, il devait être destiné au commerce national maritime, tout en étant un axe d’échanges au niveau régional notamment vers l'Afrique subsaharienne. Son coût de réalisation a été estimé entre 5 et 6 milliards dollars US.
Des voix contre la construction de ce port se sont élevées, soulignant son effet néfaste sur l’environnement, le tourisme et l'agriculture de la région.